# Bögre azúr
A Bögre azúr Varró Dániel 1999-es verseskötete.
A kötet három versciklusból áll: az első a Tavaszi leves, tészta, mák, amely 15 verset tartalmaz, a második a Ki elmúlt 21, ez szintén 15 verset tartalmaz, a harmadik pedig a Változatok egy gyerekdalra, ez eredetileg 7 verset tartalmaz, de a hatodik vers 12 versből álló versciklus, így ez a ciklus 18 verset tartalmaz valójában. Ebben a kötetben a verselési technikák bámulatosan sokszínű használata jellemző, és nem maradnak el a klasszikus költői technikák sem. A kötetben a költészethez való viszonyának újszerűségére mutat rá. A diákosan naiv nyelvhasználat szokatlan, de minden tekintetben megformált versbeli magatartásra mutat rá. A költői szerep megváltozását tudatja önmagával és az olvasóval is. A költőnél a vers nem egy kivételes pillanatban támadt isteni ihlet szülötte, hanem sokkal inkább a nyelvvel és a poétikai értékekkel való játék, vagy küzdelem eredménye, ahol a formaérzéknek és a nyelvteremtő erőnek kulcsszerepe van.
2007-ben hangoskönyv-ként is kiadta a Magvető a verseskötet hangfelvételét Varró Dániel előadásában.

## Tartalom
- tavaszi leves, tészta, mák
- Eszedbe jut, hogy eszedbe ne jusson
- Szonett egy kisleánynak, aki vészesen emlékeztet a magyar labdarúgó válogatott tétmérkőzéseire
- Mozi
- Tavaszi szonett
- Büfé
- Őszi szonett
- Randi
- Téli szonett
- Két tanulságos limerik
- Máma köhögni fogok
- Lemondás és remény mint lesz a náthában eggyé
- Nagyapi, sipkám emelintem
- Nyúl tavaszi éneke
- Buszon
- Kicsinyke testamentum
- ki elmúlt huszonegy
- Vérivó leányok
- Ó, az Ügyész utcán
- Borbála
- Szomorú ballada az illanékony ifjúságról
- Téli idill
- Sóhajnyi vers a szerelemről
- A Szilvalekvár és a Zabpehely
- Félek, elalszom
- Minek-minek?
- Elégia a kiránduló kedvesehez
- Szerenád Saroltához
- A Németvölgyi úttól az Ajtósi Dürer sorig
- Szólt egy vén professzor: „Elvégre…”
- Verses levél Mihályffy Zsuzsannának
- változatok egy gyerekdalra
- W.S. hálája leborul
- Ki írni bősz
- Vándor éji dala
- Gombfociballada Tandori úrnak
- Petőfi Sándor
- Balassi Bálintos változat
- Csokonai Vitéz Mihályos változat
- Berzsenyi Dánieles változat
- Arany Jánosos változat
- Ady Endrés változat
- Kosztolányi Dezsős változat
- Géher Istvános változat
- Nádasdy Ádámos változat
- Kukorelly Endrés változat
- Parti Nagy Lajosos változat
- Kovács András Ferences változat
- Térey Jánosos változat